# Онежская губа
Оне́жская губа́ (Оне́жский зали́в) — залив (губа) Белого моря, расположен к юго-западу от Архангельска.
Длина 185 км, ширина 50—100 км, глубина до 36 м (в среднем 16 м), вытянут с юго-востока на северо-запад. Впадают реки: Онега, Кемь, Выг, Сума, Ухта, Тапшеньга, Кушерека, Тамица, Вейга, Унежма, Нижма, Рочева, Нименьга, Кянда, Пурнема, Лямца. Высота приливов до 2,72 м, покрыт льдом в течение 185 дней в году.

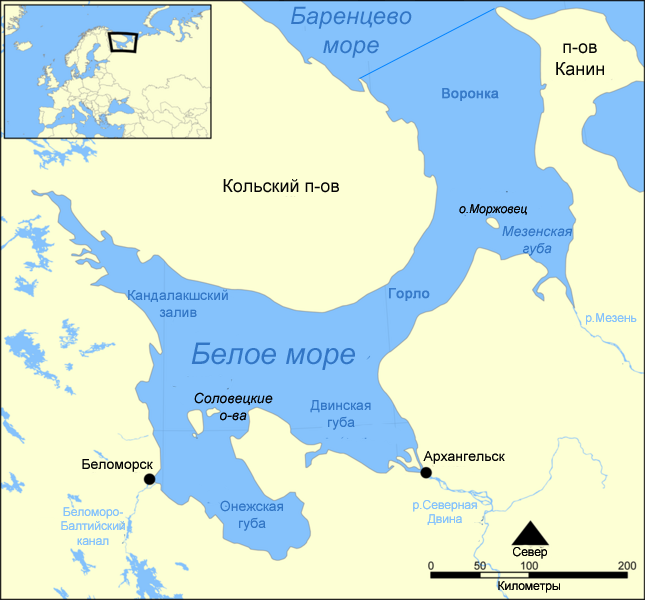
Белое море. Онежская губа на юге.

Многочисленные острова, большинство из них безлесные, покрытые тундрой с карликовой берёзой. Самый крупный и известный архипелаг залива — Соловецкие острова, где расположен Соловецкий монастырь. На острове Кий недалеко от устья Онеги расположен Онежский Крестный монастырь. Другие крупные острова — Мягостров, Шуйостров, Кондостров, Хедостров, архипелаг Кузова в Кемских шхерах.
Залив связан Беломорско-Балтийским каналом с Балтийским морем. На западном берегу, у выхода в море Беломорско-Балтийского канала — город Беломорск; у впадения реки Кемь — город Кемь. На юго-восточной оконечности, у впадения реки Онега, — город Онега.
Юго-западный берег залива, от Онеги на юге до Кеми на севере, называется Поморским берегом; северо-восточный берег, от мыса Ухт-Наволок на севере до Онеги на юге, — Онежским берегом (это юго-западный берег Онежского полуострова, отделяющего Онежскую губу от Двинской губы). Северо-западную часть Онежского берега иногда называют Лямецким берегом, по деревне Лямца.
Для Онежского берега характерны террасированные болотистые равнины и морены с выходами кристаллических пород. Поморский берег более низменный.
Защищённый от северных и северо-восточных ветров, залив отличается большим количеством ясных, теплых дней. Береговая полоса моря хорошо прогревается.
Из заливов Белого моря Онежская губа имеет наименьшую интенсивность водообмена: вода в ней полностью обновляется за примерно 1,5 года (для сравнения, в Кандалакшском заливе полный водообмен занимает 0,09 года, в Двинской губе — 0,69 года). 
В водах губы ведётся промысловый лов сёмги, сельди и наваги.

Листы NQ 35-12 и NQ 35-12, NP 37-1, из набора карт Восточной Европы Картографической военной службы США. Серия 501. 1954. Масштаб 1:250 000
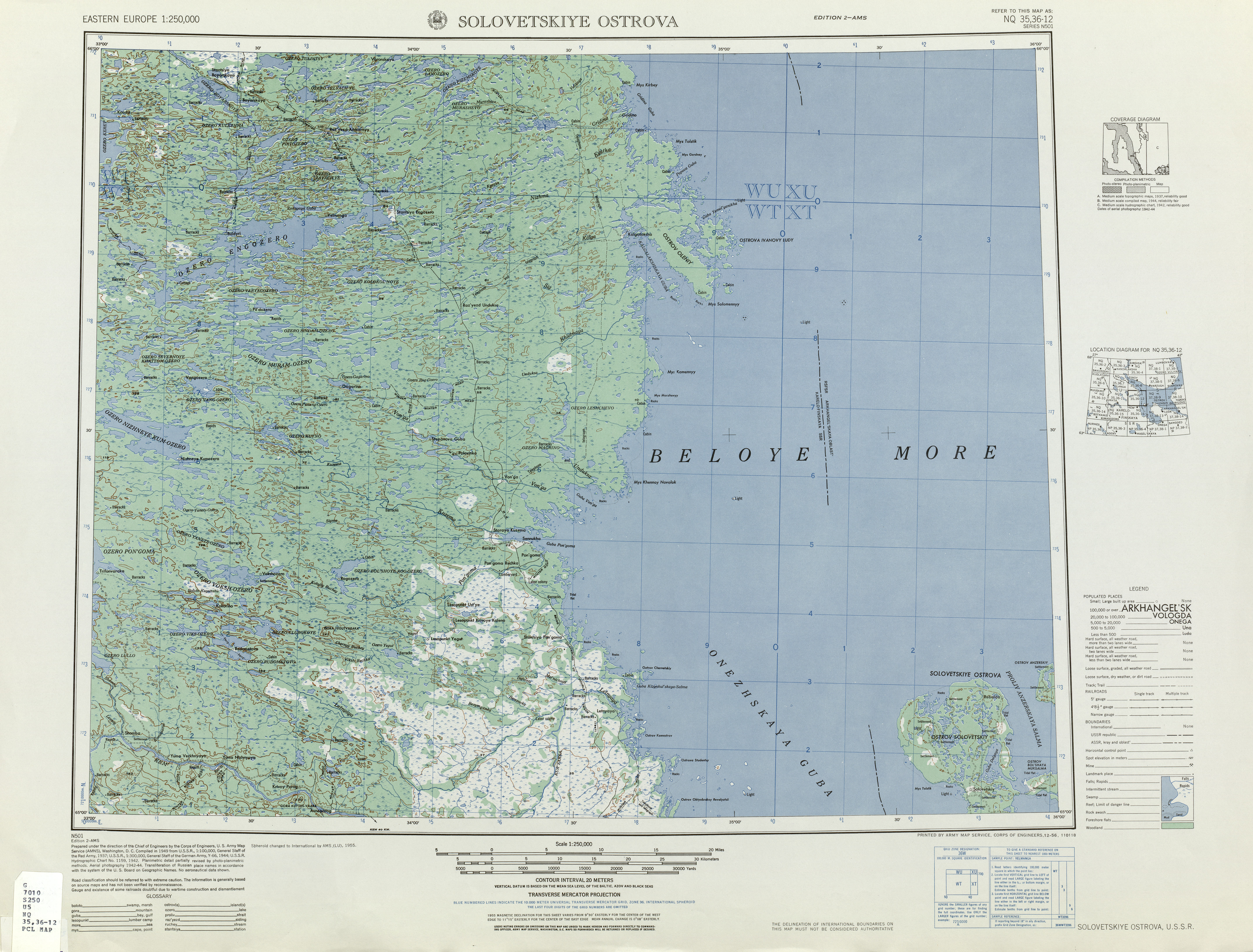
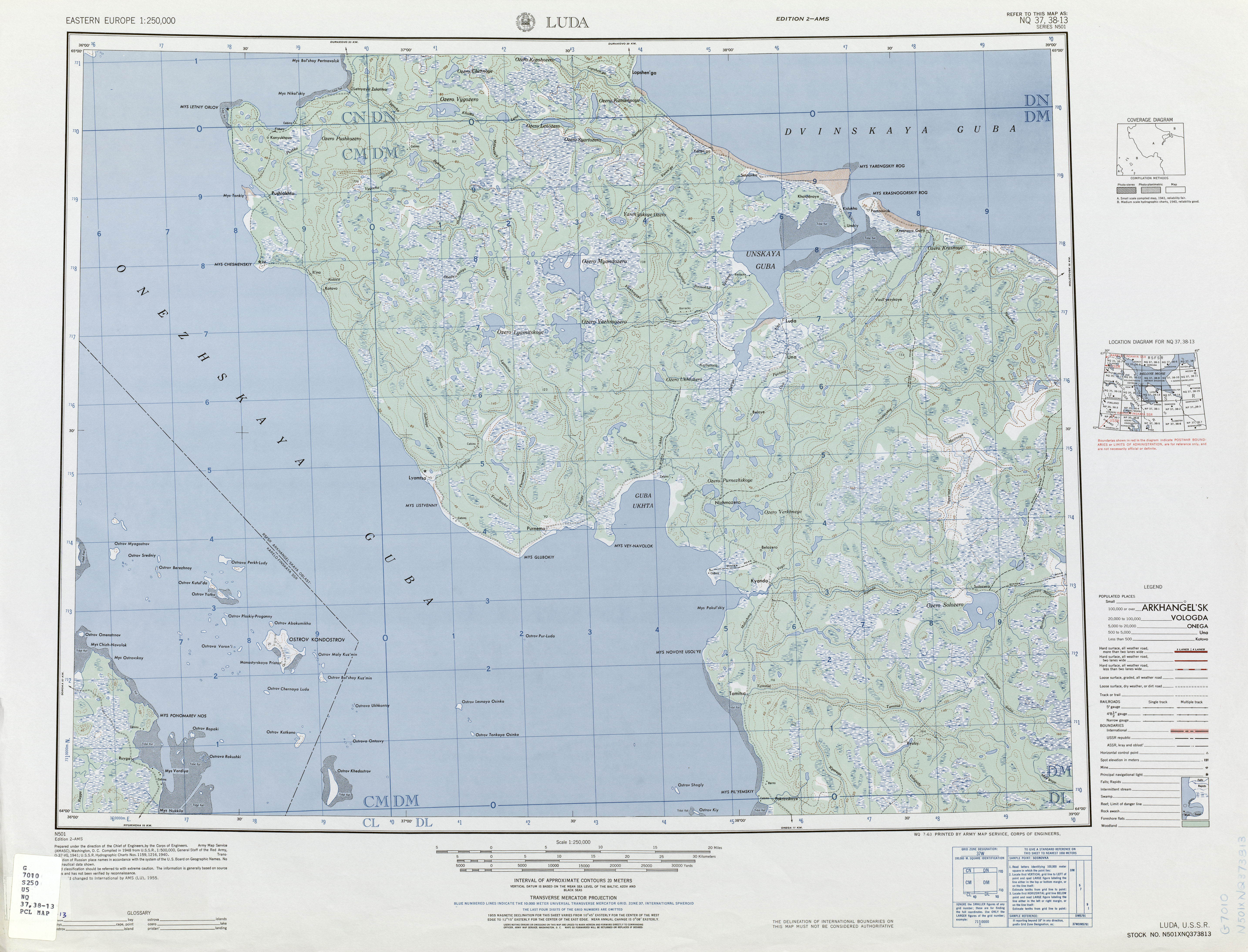
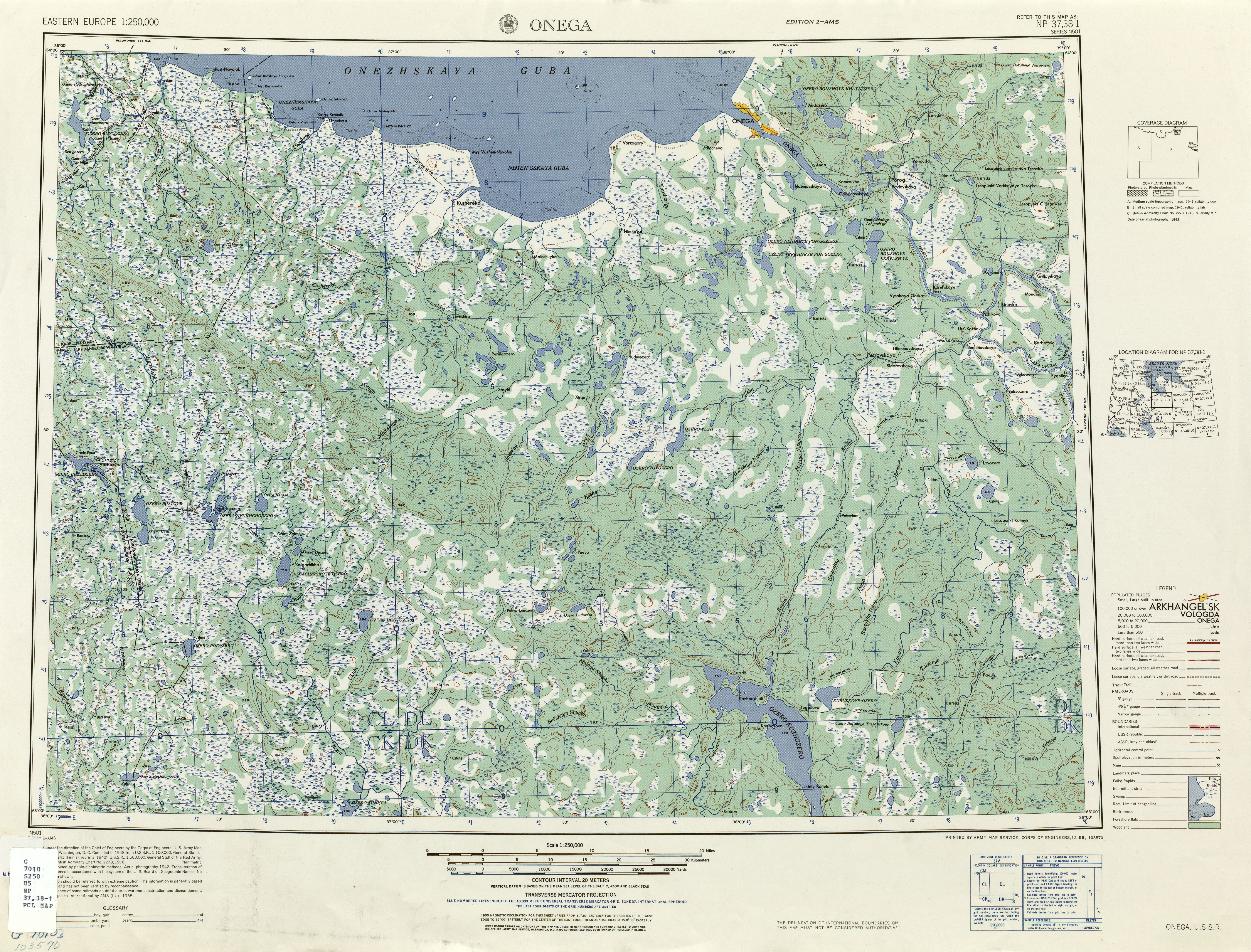